# Щетинин, Пётр Иванович
Князь Пётр Иванович Щетинин — дворянин московский и воевода во времена правления Михаила Фёдоровича и Алексея Михайловича.
Из княжеского рода Щетинины. Младший сын князя Ивана Ивановича Щетинина (убит 14 марта 1609 года) и княжны Марии Григорьевны №, в инокинях Маремьяна (ум. 1634). Имел старшего брата, князя Василия Ивановича.

## Биография
В 1636-1637 годах воевода в Галиче. В 1643-1646 годах первый воевода в Таре. В мае 1651 года второй воевода, а с сентября 1652 года первый воевода в Туле, для охранения от прихода крымцев и нагайцев. В этом же году велено быть с ним окраинных городов дворянам и детям боярским Тульского, Одоевского и Крапивенских полков, а из Одоева и Крапивны князю Волконскому прислать к нему списки дворян и детей боярских.
В 1654-1656 годах в русско-польской войне второй воевода у снаряда (артиллерии) в походе против шведского и польского королей, а в помощь ему определён дьяк и головы. В 1655 году послан из Орши в Смоленск бояриным Фёдором Борисовичем Далматовым-Карповым с русским и голландским большим нарядом (пушками), с пороховой казной и всеми пушечными запасами на 25 судах. Так как было мало гребцов, а суда были загружены, то князь Пётр Иванович опасался опоздать в Смоленск и попасть под государеву опалу. На его отписке Государю была поставлена такая помета: «Государь указал отписать: не впервые вы то дело делаете, вдругоряд к Государю не поспевайте, то вам дело за обычай».
В октябре 1659 года послан приставом из Москвы провожать грузинского царя до границ за Терки. В этом же году, совместно с Андреем Степановичем Вельяминовым местничал против Дмитрия Петровича Волынского.
По родословной росписи показан бездетным.